# Thami El Glaoui
Thami al-Mizwari al-Glawi (en amazig, ⵜⵀⴰⵎⵉ ⴰⵍⴽⵍⴰⵓⵉ ; en árabe, التهامي المزواري الكلاوي At-Tahāmī al-Mizwārī al-Kalāwī) (1878-1956), también conocido como Pantera Negra, León del Atlas y Gacela de la Montaña, fue el pachá de Marrakech durante cuarenta y cuatro años: desde 1912 hasta su fallecimiento en 1956. Previamente a ello, tras la muerte de su hermano mayor, Si Madani, en 1918, fue nombrado único heredero del Imperio Glawi —poder de la tribu bereber a la que pertenecía. A partir de ese momento, el poder de al-Glawi fue en aumento constante —en gran parte por su alianza con los franceses del protectorado francés de Marruecos.
La influencia de Thami al-Glawi no se quedó reducida al territorio de Marrakech, sino que se expandió hacia fuera y el pachá llegó a ser muy conocido en el ámbito internacional de la época y a tener relación con personajes de la talla del Primer Ministro británico, Winston Churchill. Al-Glawi gozaba de un gran carisma y de buenas dotes militares, lo que le hizo recibir la simpatía de los franceses del protectorado y adquirir una fortuna muy elevada.
En 1950, su poder e influencia habían alcanzado un nivel tal que fue él mismo quien pidió al sultán Muhámmad V que dejara de apoyar al partido del Istiqlal —partido que abogaba por la independencia de Marruecos— y quien luchó por expulsarle del país. Tres años después, el 20 de agosto de 1953, el sultán y su familia fueron detenidos y se les envió al exilio: primero a Córcega y más tarde a Madagascar.
Thami al-Glawi murió a los setenta y ocho años, habiéndose sometido al sultán un año antes de su fallecimiento ante la fuerza que había ganado el partido que había acompañado a Muhámmad V en la lucha por la independencia, el Istiqlal, con que Francia se vio obligada a llevar a cabo negociaciones y después retirarse del país. Sus hazañas militares y sus relaciones diplomáticas con los países de todo el mundo le hicieron convertirse en uno de los pachás más importantes de Marruecos.

## Primeros años y preparación
Thami al-Glawi nació en la Qasba  —edificación fortificada que servía como residencia para toda la familia Glawi— de Talwat, un pequeño pueblo en las montañas del Alto Atlas que están situadas al sur de Marruecos. Su padre, Si Muhámmad Ibn Hammu, pertenecía a la tribu bereber de los Glawi, de la que recibió Thami el apellido, y su madre se llamaba Zora y era natural de Etiopía. 
Ibn Hammu construyó una casa dentro de la mencionada Qasba en 1870 y fue allí concretamente donde se crio al-Glawi. De pequeño, el futuro líder recibió una educación religiosa de la mano de los sabios de la tribu de Talwat. Memorizó el Corán y otros textos religiosos y lingüísticos. 
No obstante, el joven al-Glawi tuvo que abandonar pronto su educación ante la situación de inestabilidad e incertidumbre que se vivía en Marruecos en las últimas décadas del siglo XIX y que se prolongaría hasta la primera década del XX, resultado de los reinados poco fructíferos de los muley Abd al-Aziz y Abd al-Hafid, que dejaron al país en bancarrota e incitaron a llevar a cabo revueltas. 
Si bien es cierto que los estudios teóricos quedaron a un lado para Thami al-Glawi, no sucedió lo mismo con su preparación militar. Con tan solo cuatro años, el joven fue testigo de las estrategias que empleó su padre con el objetivo de imponer su control sobre Warzazat para apoderarse de la qasba de Tawrirt. Este hecho fue determinante en la visión y en la manera de actuar de al-Glawi, quien a partir de esa temprana edad comenzó a poner su empeño en los asuntos referentes a la tribu y a la lucha.

## Carrera política y militar
Thami al-Glawi participó por primera vez en una batalla militar a los quince años, cuando su tribu se enfrentó a la de los Wozkit. A los dieciocho años, luchó en la Guerra de Wad y consiguió capturar al jefe militar Walad Halima. Asimismo, el joven contribuyó junto con su hermano a la preparación militar de al-Rocky al-Tahir Ibn Sulayman, un refugiado procedente de al-Ramanih. 
En otoño de 1893, el sultán Hasán I fue a realizar una recaudación de impuestos con su ejército. A la vuelta, caminando por las montañas del Alto Atlas, tuvo lugar una ventisca y quedaron atrapados tanto el Muley Hasán como su armada. Si Madani, hermano mayor de Thami al-Glawi, consiguió rescatarles y como recompensa, el sultán le otorgó el cargo de caíd de Tafilalet al-Sus. Aparte de ello, Hasán I retribuyó a Si Madani con un cañón Krupp de 77mm, siendo la única arma de dichas características existente en Marruecos —sin tener en cuenta las del ejército imperial. La armada de los Glawi se sirvió del cañón para someter a los líderes militares rivales.
Posteriormente, por órdenes del sucesor e hijo de Hasán I, Muley Abd al-Aziz, al-Glawi participó en la lucha por la supresión de la tribu bereber Chawiya en la zona que recibía el mismo nombre y luchó igualmente contra la tribu de Tadla Zamalih. Además, en 1898, se le asignó a al-Madani la operación Btafilalit y Thami al-Glawi figuraba entre los participantes.
Años más tarde, en 1902, Thami al-Glawi y el ejército de su tribu lucharon codo con codo con la armada imperial del sultán Abd al-Aziz cuando se amenazó con destronarle. Había estallado una revolución en las ciudades de Uchda y de Tetuán, que tenía como objetivo derrocarle y despojar de su cargo al ministro de guerra y a los consejeros europeos de quienes se rodeaba el sultán. Pese al apoyo recibido por parte del ejército de los Glawi, el sultán fue vencido por las tropas rivales. 
Ante la humillante situación tras la derrota y las enormes deudas que Marruecos tenía con Francia, el sultán Abd al-Aziz no tuvo más remedio que recurrir a la ayuda de este país. Así pues, en julio de 1906, el sultán firmó los Acuerdos de Algeciras, según los cuales el control de Marruecos pasaría a compartirse con Francia y con España, que impondrían allí sus respectivos protectorados tiempo después.
Una gran parte de la población marroquí temía a Francia por la situación de dependencia económica y política que existía hacia ambos países y porque en el futuro pudiera gobernar Marruecos de manera absoluta como había sucedido con otras potencias que habían llegado al resto de países árabes. Fue a partir de aquel miedo que los Glawi, quienes habían luchado previamente por mantener al sultán en su cargo, se aventuraron junto con otras tribus a destituirle  dada su nefasta gestión del país y a causa de su estrecho vínculo con Francia. En aquel contexto, Si Madani y Thami al-Glawi, con sus tropas y junto a las de otras tribus, lucharon contra Muley Abd al-Aziz y finalmente consiguieron destronarle. En su lugar, ascendió a la corona en 1907 su hermano, Abd al-Hafid, quien se había pronunciado abiertamente en contra de la pasividad de su predecesor y de los Acuerdos de Algeciras. Una vez más, los hermanos al-Glawi fueron recompensados y en aquel caso se les otorgaron dos cargos de alta relevancia: Si Madani fue nombrado gran visir y Thami pachá de Marrakech.

### Líder de la tribu Glawi
Tras la muerte de Si Madani, Thami al-Glawi fue nombrado jefe del Imperio Glawi por el general francés Louis Hubert Lyautey. El nombramiento significó el paso de la tutela de los hijos de Si Madani a al-Glawi y la adopción de su poder. Solo hubo una excepción: la de Si Hamu, hijastro de Madani. Si Hamu mantuvo su puesto de caíd en Talwat hasta 1934, año en que murió y, por tanto, su poder pasó entonces a manos de Thami, quedando bajo su control así la totalidad del imperio de los Glawi. 

### Pachá de Marrakech
Nuevamente, como había pasado con el anterior sultán, su mala gestión obligó a Muley Abd al-Hafid a pedir ayuda a los franceses. Como era de esperar, Francia comprometió al sultán a firmar el Tratado de Fez en 1912, lo cual otorgó a los franceses un poder absoluto sobre los altos cargos marroquíes: el sultán, los pachás y los caíd. En ese mismo año, Áhmad al-Hiba —dirigente de un ejército contrario al poder colonial francés —penetró Marrakech con sus tropas para autoproclamarse sultán de la ciudad, como había hecho antes su padre. 
M'tuggi, figura que controlaba el sur de Marrakech, había destituido a Thami al-Glawi de su cargo de pachá Marrakech y se lo había otorgado a Dris Menu, con quien se encontró al-Hiba a su llegada a la ciudad. El dirigente le exigió a Dris Menu que le entregara a los cristianos extranjeros que vivían en la ciudad a modo de rehenes. Aquellos cristianos habían hallado cobijo bajo el poder del pachá precedente, al-Glawi, quien, sin éxito, había tratado de expulsarlos de la ciudad. De manera estratégica, el líder de la tribu Glawi le entregó los rehenes a Dris Menu, salvo a un sargento, a quien ocultó y empleó como rehén para establecer un diálogo con el ejército francés. Los franceses redujeron a los guardias de Áhmad al-Hiba y consiguieron liberar a los rehenes. Acto seguido, los cristianos liberados se dirigieron a casa de Thami al-Glawi y entraron en ella para robar sus pertenencias. A continuación, el ejército francés penetró también su casa y se encontró con una estampa peculiar —los cristianos estaban allí— que interpretaron de la siguiente manera: al-Glawi había salvado por su cuenta a los cristianos.  Esta “hazaña” le fue recompensada con su vuelta al cargo de pachá de Marrakech en ese mismo año, 1912. Dada la situación, Thami al-Glawi decidió aliarse con los franceses.

### El Partido del Istiqlal y el exilio de Muhámmad V
A partir de aquel instante, con todo el legado de su tribu en sus manos, la riqueza y la influencia de Thami al-Glawi no hicieron sino aumentar. Por medio de su puesto de pachá, el líder militar consiguió hacerse con un patrimonio económico muy elevado, cuyo origen se puso en cuestión en diferentes ocasiones. Tuvo especial interés por la agricultura y los recursos minerales. En contrapartida, al-Glawi se definía por tener un gran carisma y aquella fortuna de dudoso origen le abrió paso al establecimiento de relaciones con figuras muy relevantes en el panorama internacional de la época. En varias ocasiones, visitó las capitales europeas y, del mismo modo, hubo muchas personalidades que le visitaron a él en Marrakech; entre ellos figuraban personajes tales como Winston Churchill, Charlie Chaplin y Maurice Ravel. La relación que entabló con Churchill fue muy estrecha: asistió al acto de coronación de la reina Isabel II como invitado del ministro. De igual manera, Churchill y al-Glawi se vieron en diferentes ocasiones para pintar juntos y para jugar al golf, ya que dichas actividades formaban parte de las aficiones de ambos.
En 1943, se había fundado en Marruecos un partido de carácter nacionalista para hacer frente a la colonización francesa: el Istiqlal (literalmente “independencia”). Cuatro años después, el 10 de abril del 1947, el sultán marroquí Muhámmad V dio un discurso en Tánger que tuvo mucha repercusión —tanto a nivel nacional como internacional— en que se proclamó a favor de la independencia. Por lo tanto, Marruecos quedó dividido en dos fuerzas: la que buscaban la independencia —compuesta por el partido del Istiqlal y el sultán— y la del protectorado francés y sus seguidores. Thami al-Glawi se había posicionado a favor de la segunda desde hacía años.
A partir de aquel instante, con todo el legado de su tribu en sus manos, la riqueza y la influencia de Thami al-Glawi no hicieron sino aumentar. Por medio de su puesto de pachá, el líder militar consiguió hacerse con un patrimonio económico muy elevado, cuyo origen se puso en cuestión en diferentes ocasiones. Tuvo especial interés por la agricultura y los recursos minerales. En contrapartida, al-Glawi se definía por tener un gran carisma y aquella fortuna de dudoso origen le abrió paso al establecimiento de relaciones con figuras muy relevantes en el panorama internacional de la época. En varias ocasiones, visitó las capitales europeas y, del mismo modo, hubo muchas personalidades que le visitaron a él en Marrakech; entre ellos figuraban personajes tales como Winston Churchill, Charlie Chaplin y Maurice Ravel. La relación que entabló con Churchill fue muy estrecha: asistió al acto de coronación de la reina Isabel II como invitado del ministro. De igual manera, Churchill y al-Glawi se vieron en diferentes ocasiones para pintar juntos y para jugar al golf, ya que dichas actividades formaban parte de las aficiones de ambos.
El 23 de diciembre de 1959, con motivo de la celebración del festival Mawlid en el palacio, el pachá culpó al sultán de ser aliado del Istiqlal y no limitarse a cumplir sus funciones de la corona. Ante tal afirmación, Muhámmad V entró en cólera e hizo que expulsaran a Thami al-Glawi de la casa real hasta nueva orden. Aquel fue el comienzo de una rivalidad que llegaría muy lejos.
Tras haber sido expulsado del palacio, Thami al-Glawi consiguió disuadir a las delegaciones de sus tribus para que no renovaran su juramento de fidelidad al sultán. Junto con los franceses del protectorado, el líder empezó a mover los hilos en las zonas en que tenía influencia y mandó a las tropas tribales a Fez y Rabat, lo que se conoció como la Primera Crisis del Trono, que tuvo lugar en el comienzo del año 1951.
Posteriormente, el 19 de mayo de 1953, el pachá de Marrakech firmó una declaración en que se mostraba fiel y leal a los franceses del protectorado dando a entender que Francia tenía intención de expulsar al sultán. Ese mismo año, el 20 de agosto, los franceses derrocaron a Muhámmad V, ya que el sultán no quería abdicar. Se nombró a Muhámmad Ibn Arafa nuevo sultán de Marruecos y a Muhámmad V se le mandó al exilio —primero se refugió en Córcega y luego en Madagascar. En su ausencia, el Istiqlal fue ganando fuerza y continuó luchando por la independencia. Marruecos se convirtió en un país lleno de inestabilidad y de temor y los franceses contraatacaron con despotismo y violencia. No obstante, los nacionalistas no se rindieron ante las represalias e hicieron que los franceses no tuvieran más opción que negociar con ellos. Finalmente, se admitió la vuelta de Muhámmad V del exilio en Rabat el 16 de noviembre de 1955 y se le devolvió su cargo, lo que tuvo una consecuencia directa sobre la figura del pachá: se vio obligado a pedir perdón al sultán.
Con el regreso de Muhámmad Ibn Yusuf, que causó un gran revuelo entre los nacionalistas marroquíes, Thami al-Glawi se disculpó ante él por medio de una declaración que firmó el 22 de octubre de 1955 en que juraba de nuevo su lealtad al sultán y con que se exigía su vuelta inminente al trono. 

## Últimos años de Thami al-Glawi y su legado
Thami al-Glawi vivió su último año sometido al sultán, contra quien se había posicionado desde sus inicios en el cargo. El también llamado León del Atlas, Pantera Negra y Gacela de la Montaña falleció el 30 de enero de 1956 tras pronunciar la chahada, la profesión de la fe: La Ilah Illa Allah Muhámmad Rasul Allah.
Pese a su rivalidad con el sultán, Thami al-Glawi le había pedido disculpas y Muhámmad V las había aceptado. Aquel hecho resultó en una actitud muy honorable por parte del sultán el día siguiente de la muerte de al-Glawi. Sus seis hijos principales fueron a rendir homenaje al sultán  y aquel reconoció que la muerte de la Pantera Negra no había sido una pérdida solo para ellos, sino para el mismo también. Por ello, les encargó a los hijos de Thami al-Glawi que cuidaran de las mujeres de su padre, de sus sirvientes y de sus propiedades y les permitió dividirse la herencia entre ellos, además de asegurarles que las puertas del palacio siempre estarían abiertas para ellos. Los hijos de al-Glawi quedaron fascinados ante las palabras del sultán y le estuvieron muy agradecidos.
No obstante, el sultán no era la única autoridad que podía intervenir en el reparto de los bienes de los Glawi. Un año tras la muerte de Thami al-Glawi, el caíd Brahim fue condenado a quince años en el exilio y seis meses después, el Ejército de Liberación arrestó a Abd al-Sadiq, Muhámmad, Abd Allah y Hasán. Se les liberó dieciocho meses después, pero todos sus bienes les fueron confiscados por un dahir que se había publicado, dirigido a aquellos que habían colaborado con los franceses del protectorado. Todo el legado de Thami al-Glawi pasó a formar parte de los bienes del Estado y todo lo que había en sus palacios y sus casbas se vendió.

## Vida personal

### Descendencia de Thami al-Glawi
Tras la muerte de su hermano, Si Madani, Thami al-Glawi integró a las mujeres de su harén en el suyo propio, salvo a aquellas que tenían hijos mayores —se las consideraba peligrosas. Entonces, un total de noventa y seis mujeres conformaban su harén y se casó con una de ellas —viuda de Si Madani— llamada Lalla Zaynab (hija del gran visir al-Mukri). Con Si Madani había tenido con ella tuvo un hijo —Muhámmad— y dos hijas. Lalla Zaynab fue la madre, posteriormente, de dos hijos de Thami al-Glawi: Abd al-Sadiq —abogado en Rabat que escribió un libro sobre su padre— y Hasán —pintor que reside en Francia. Asimismo, Thami tuvo con su segunda esposa, Lalla Fadna, otros dos hijos: Jaduch y Mahdi. De igual manera, tuvo descendencia con tres concubinas: Lalla Kamar (con quien tuvo a Brahim, Abd Allah, Áhmad y Madani), Lalla Nadida (mujer con la que tuvo a Muhámmad y a Fatuma) y Lalla Zubida (con quien tuvo a Saadia). 
En cuanto a la posteridad, Abd al-Sadiq al-Glawi fue Presidente del Tribunal de Cuentas en el reinado de Hasán II. Por su parte, Hasán al-Glawi fue un pintor muy reconocido y uno de los preferidos de Muhámmad VI. Brahim al-Glawi se casó con la actriz francesa Cécile Aubry.
Ghizlan al-Glawi es nieta de Thami al-Glawi e hija de Hasán, pintora igual que su padre. 

### Relación de los hermanos al-Glawi
Madani, siguiendo la tradición de los típicos grandes caíd de su país, actuó de una manera déspota. Como líder militar, a sus 27 años, gozaba de grandes dotes políticas, valentía y fidelidad. Algo particular de Madani, pese a su condición de líder militar de una tribu y de sus orígenes ligados a ella, fue que no se fio de sus compañeros religiosos ni de sus compatriotas, sino que optó por dar su apoyo y colaborar con los franceses. Una de las razones que tal vez expliquen este hecho es que, mientras que en su tribu se daban luchas internas y el poder estaba descentralizado, los franceses estaban aparentemente unidos e iban hacia una misma dirección. 
Madani se sentía amenazado por Thami, que subiría al poder después que él y no sus hijos. Existía una gran rivalidad entre los dos hermanos por el ascenso al poder y Madani llegó a decirle al cónsul francés de Fez, cuando era gran visir de Hafid, lo siguiente: “ya veréis que ganaríais más con el majzen que con el Hadj T’hami”. Ante aquella afirmación, el cónsul escribió al encargado francés de asuntos en Tánger para comunicarle el contenido de las palabras de Madani alegando que “T’hami se había enriquecido muy rápido y seguido una política muy personal”. Asimismo, en diferentes ocasiones Madani aconsejó a los franceses que acudieran a él en lugar de a Thami, ya que este último podía actuar como un arma de doble filo al ayudar en un principio y perjudicar a posteriori a su parecer.

## Distinciones
- Gran Cruz de la Legión de Honor (1925)
- Gran Oficial de la Legión de Honor (1919)
- Comandante de la Legión de Honor (1913)
- Oficial de la Legión de Honor (1912)
- Caballero de la Legión de Honor (1912)
- Cruz de guerra 1914-1918 con dos palmas (16 de diciembre de 1916 después de la campaña en los Sektana y 18 de junio de 1917 en Tiznit)